# Bolesławowo (przystanek kolejowy)
Bolesławowo (niem. Modrowshorst; do 1938 pol. Nygut) – nieczynny przystanek kolejowy w Bolesławowie.
Stacja położona jest we zachodniej części miejscowości Bolesławowo.
Linia kolejowa łącząca Starogard Gdański ze Skarszewami powstała w 1905 roku jako skrót pomiędzy Starogardem Gdańskim a Skarszewami, Kościerzyną, Kartuzami i Bytowem.
Po II Wojnie Światowej ruch został wznowiony dopiero w 1948 roku.
W listopadzie 1989 roku zawieszono ruch pasażerski przez Bączku, W 1991 roku zawieszono również przewozy towarowe. Przyczyniło się to do fizycznej likwidacji linii.
Dawny budynek dworca został w 2012 przejęty przez samorząd i przeznaczony na świetlicę wiejską.